# Deppea
Deppea es un género con 37 especies de plantas con flores perteneciente a la familia de las rubiáceas.

## Especies seleccionadas
- Deppea amaranthina Standl. & Steyerm. (1940).
- Deppea anisophylla L.O.Williams (1973).
- Deppea blumenaviensis (K.Schum.) Lorence (1988).[4]